# Киричек, Пётр Максимович
Пётр Максимович Киричек (7 июля 1921, Червоное, Широковский район — 6 января 2014, Симферополь) — советский и украинский учёный-литературовед, доктор филологических наук (1988), профессор (1992).

## Биография
Родился 7 июля 1921 года в селе Червоное (ныне в Широковском районе Днепропетровской области).
Участник Великой Отечественной войны с 1941 по 1945 годы. Участник обороны Киева и Ленинграда, рукопашных схваток на Пулковских высотах и на Невском пятачке. Штурмовал Кёнигсберг, где и закончил войну. Имел три ранения и контузию.
В 1950 году окончил филологический факультет Криворожского государственного педагогического института, в 1953 году — аспирантуру при Одесском государственном университете имени И. И. Мечникова. В 1953—1955 годах — заведующий кафедрой украинской литературы, декан филологического факультета Криворожского государственного педагогического института.
В 1955—1976 годах — заведующий кафедрой украинской литературы Крымского государственного педагогического института имени М. В. Фрунзе. С 1974 года — доцент, доктор филологических наук, заместитель декана кафедры теории и истории украинской литературы Симферопольского государственного университета имени М. В. Фрунзе. В 1974—1986 годах — заведующий кафедрой украинской литературы этого же вуза.
В 1991 году — член комиссии по разработке конституции Крымской АССР.
Умер 6 января 2014 года в Симферополе.

## Научная деятельность
В 1954 году защитил кандидатскую диссертацию на тему «Социальные драмы М. Л. Кропивницкого», в 1988 году — докторскую диссертацию на тему «Украинская драматургия 60-х — начала 80-х годов XIX века: проблема художественного мастерства в связи с творческой практикой писателей».
В 1955 году присвоено учёное звание доцента, в 1992 году — профессора.
Опубликовал около 200 научных и методических работ, важнейшими среди которых являются:
- Марк Кропивницкий: Критико-биографический очерк. Сф., 1961;
- Марк Кропивницкий: жизнь и творчество. Киев, 1968;
- Марк Кропивницкий литературный портрет (1985);
- Слово Шевченко на поле боя (2001);
- С. Руданский — поэт, врач, общественный деятель. Сф., 2002;
- Марк Кропивницкий в Крыму: научно-методическое пособие (2002) (в соавторстве);
- Степан Руданский и Крым (2004);
- Одарен словом и духом (современное прочтение жизненного и творческого пути Г. С. Сковороды). Сф., 2004;
- Крым и украинская театральная культура. Сф., 2005;
- Национальной духовности сеятель (2005) (в соавторстве);
- Крым театральный: учебное пособие (2006) (в соавторстве);
- Крым литературный. Сф., 2006;
- Слово Т. Шевченко на фронтах Великой Отечественной войны: учебное пособие (2006);
- Джерело вічного натхнення [З нагоди 170-річчя від дня народження Степана Руданського] (2004)[2].

## Награды
- Орден Красной Звезды (18 апреля 1944)[3];
- Орден Отечественной войны 1-й степени (6 апреля 1985)[4];
- Медаль «За оборону Ленинграда» (12 сентября 1943);
- Медаль «За оборону Киева»;
- Медаль «За взятие Кёнигсберга»;
- Медаль «За победу над Германией в Великой Отечественной войне 1941—1945 гг.»;
- Отличник высшего образования СССР (1970);
- Литературная премия имени С. Руданского Крымского республиканского фонда культуры (1991) — за весомый вклад в развитие культуры Крыма[5].